# Спомен-гробље на Бежанијској коси
Спомен-гробље на Бежанијској коси налази се на локалитету Белановићева рупа у непосредној близини Старог бежанијског гробља на Новом Београду.
На гробљу је према информацијама Државне комисије Србије покопано 3600 људи, док Савез удружења бораца Народноослободилачког рата Југославије наводи да се у 70 гробница на овом месту налази 8000 жртава, које је Трећи рајх стрељао на лицу места или су умрли у логорима. Белановића рупа настала је када је копана земља како би се одбранило од поплава. На том простору су у јамама сахрањивани мртви логораши, који су стизали запрежним колима.
Спомен-гробље је у облику удубљења са равним дном, површине 3,5 ha. Савез бораца удружења бораца народноослободилачког рата је 7. јула 1951. године на овом месту поставио пригодно спомен-обележје.